# Louriño (La Coruña)
Louriño (en gallego y oficialmente, O Louriño) es una aldea española situada en la parroquia de Cespón, del municipio de Boiro, en la provincia de La Coruña, Galicia.

## Demografía
| Gráfica de evolución demográfica de Louriño entre 2000 y 2018 |
|                                                               |
| Datos según el nomenclátor publicado por el INE.              |